# Lillesjön (Hede socken, Bohuslän, 650324-126715)
Lillesjön är en sjö i Munkedals kommun i Bohuslän och ingår i Örekilsälvens huvudavrinningsområde. Sjön är 3 meter djup, har en yta på 0,02 kvadratkilometer och är belägen 100 meter över havet.